# 야와타정 (지바현 이치하라군)
야와타정(八幡町)은 지바현 이치하라군에 일찍이 존재했던 정이다. 현재의 이치하라시 북부에 해당한다.

## 지리
이치하라군(군 지역은 현재의 이치하라시와 거의 겹친다) 북단에 위치한 마을이다. 서북쪽으로 도쿄만에 접해 있으며, 1916년 당시에는 북쪽으로는 무라타 강을 사이에 두고 지바군 오이하마노촌 (훗날 오이하마정) 동쪽으로는 기쿠마촌, 서남쪽으로는 이치하라촌, 고이정과 접해 있었다.

## 역사
- 1889년 4월 1일 - 정촌제 시행에 수반해 이치하라군 야와타정이 성립하였다.
- 1955년 3월 31일 - 기쿠마촌과 합병해 이치하라정이 되어 소멸하였다.

## 교통

### 철도
- 국철 (→ JR동일본)
  - 우치보선

## 참고문헌
- 市原のあゆみ
- 小沢治郎左衛門『上総国町村誌 第一編』1889年。NDLJP:763698。
- 千葉県市原郡教育会『千葉県市原郡誌』千葉県市原郡、1916年。NDLJP:951002。
- 『明治22年千葉県町村分合資料 七 市原郡町村分合取調』1889年。